# Blas Fernández de Mesa
Blas Fernández de Mesa (¿Toledo? - ¿1675?) fue un dramaturgo español del Siglo de Oro, acreditado pero del que se sabe muy poco.

## Biografía
Era de muy ilustre y antigua familia, de una rama cordobesa de la cual descendía gran parte de la nobleza andaluza. Su hermano fue el notario de Toledo y secretario del Santo Oficio Jerónimo Fernández de Mesa; él fue contador segundo y, al morir Diego de la Cruz, contador mayor del Ayuntamiento de Toledo y fiscal por Su Majestad de la misma ciudad, cuyo corral (el llamado Mesón de la fruta) nutrió de autos sacramentales y comedias, como Francisco Rojas Zorrilla, a quien sin duda debió conocer. Fue un dramaturgo menor de la Escuela de Calderón. Compuso una loa en 1640 para un auto de Pedro Calderón de la Barca representado en Toledo; en 1647 dedicó al Cardenal primado de Toledo y dio a la imprenta el Treno panegírico. Fama póstuma de el penitente anacoreta, zeloso predicador, venerable padre maestro fray Ioseph de Segovia (Toledo: Juan Ruiz de Pereda), un monje trinitario. Al menos han quedado de él tres comedias, de que hay edición moderna. Tal vez nació a fines del siglo XVI, pues ya en 1621 estrenaba comedias; parece que entre 1664 y 1675 debió de fallecer.
Se conserva el manuscrito autógrafo que firmó en Toledo el catorce de junio de 1664 de La fundadora de la Santa Concepción. Primera y segunda partes de la Vida y muerte de doña Beatriz de Silva, hija de los condes de Portalegre, sobre la fundadora de la orden de monjas Concepcionistas franciscanas, que murió en Toledo. Contribuyó con poemas panegíricos a los homenajes fúnebres escritos a Lope de Vega (La Fama póstuma, 1634, de Juan Pérez de Montalbán) y al propio Pérez de Montalbán (Lágrimas panegíricas, 1639). Este dice también en su Memoria de los que escriben comedias en Castilla solamente que "a pesar de ocupaciones mayores, las hace con primor; tanto que no tiene que envidiar a cuantos hoy las escriben en España". Lope menciona su "ingenio feliz" en su Laurel de Apolo:

Servid, Pimpleas, néctar y ambrosía / en una rica mesa al cinthio Apolo, / cuando llegue en Toledo al mediodía, / que él la merece solo: / Versos también, después, para esta empresa	/ del ingenio feliz de Blas de Mesa.

El dramaturgo Agustín Moreto lo situó entre los poetas predilectos der Felipe IV. También compuso la comedia Los Silvas y Ayalas (1621), que narra la rivalidad entre estas dos ilustres familias de la nobleza toledana, y Cada uno con su igual, cuyo tema, que tanto juego daría a la larga, era el de los matrimonios desiguales entre personas de distintos estamentos sociales.
Existe una décima suya en El Niño inocente, hijo de Toledo y mártir de La Guardia de Sebastián de Nieva Calvo (1628). Se le atribuyen las comedias Doña Beatriz de Silva, que se cree es de Tirso de Molina, y El milagro por los celos y excelente portuguesa, doña Beatriz de Silva.

## Obras
- Los Silvas y los Ayalas (1621). Hay ed. moderna de Ángel del Cerro del Valle (Toledo, Almud, 2017).
- Cada uno con su igual. Hay ed. moderna de Ángel del Cerro del Valle (Toledo, Almud, 2017).
- La fundadora de la Santa Concepción. Comedia en dos partes (1664). Hay ed. modernas de Luis Vázquez Fernández (Madrid, 1997) y de Nancy K. Mayberry (New York: P. Lang, 1996
- Las tajadas, entremés.